# Flora vaginale
Per flora vaginale o flora batterica vaginale si intende l'insieme di microorganismi, in maggior parte di origine batterica, che colonizzano la cavità vaginale. Come avviene per la maggior parte del corpo umano, come bocca, intestino e pelle, le pareti vaginali sono popolate da una specifica popolazione di batteri in equilibrio tra loro e che costituiscono una forma di difesa verso aggressori patogeni.
La regione vaginale nella donna ha la più alta concentrazione di batteri di qualsiasi altra parte del corpo umano. I batteri della flora vaginale sono stati scoperti dal ginecologo tedesco Albert Döderlein nel 1892. Principalmente la flora sana è costituita da batteri del genere Lactobacillus (Lactobacillus acidophilus in origine bacilli di Döderlein). I Lactobacilli sono i principali responsabili dell'acidità vaginale, per il loro metabolismo digeriscono il glicogeno presente nella mucosa producendo come scarto acido lattico e garantendo all'ambiente un'acidità pari a pH tra 4 e 4,5. Il quantitativo e il tipo di batteri presenti nella flora ha un diretto influsso sullo stato di salute della donna. I batteri e l'acido lattico che producono, in combinazione con i fluidi secreti dalla mucosa vaginale sono anche responsabili del caratteristico odore associato alla zona.

## Costituzione della flora

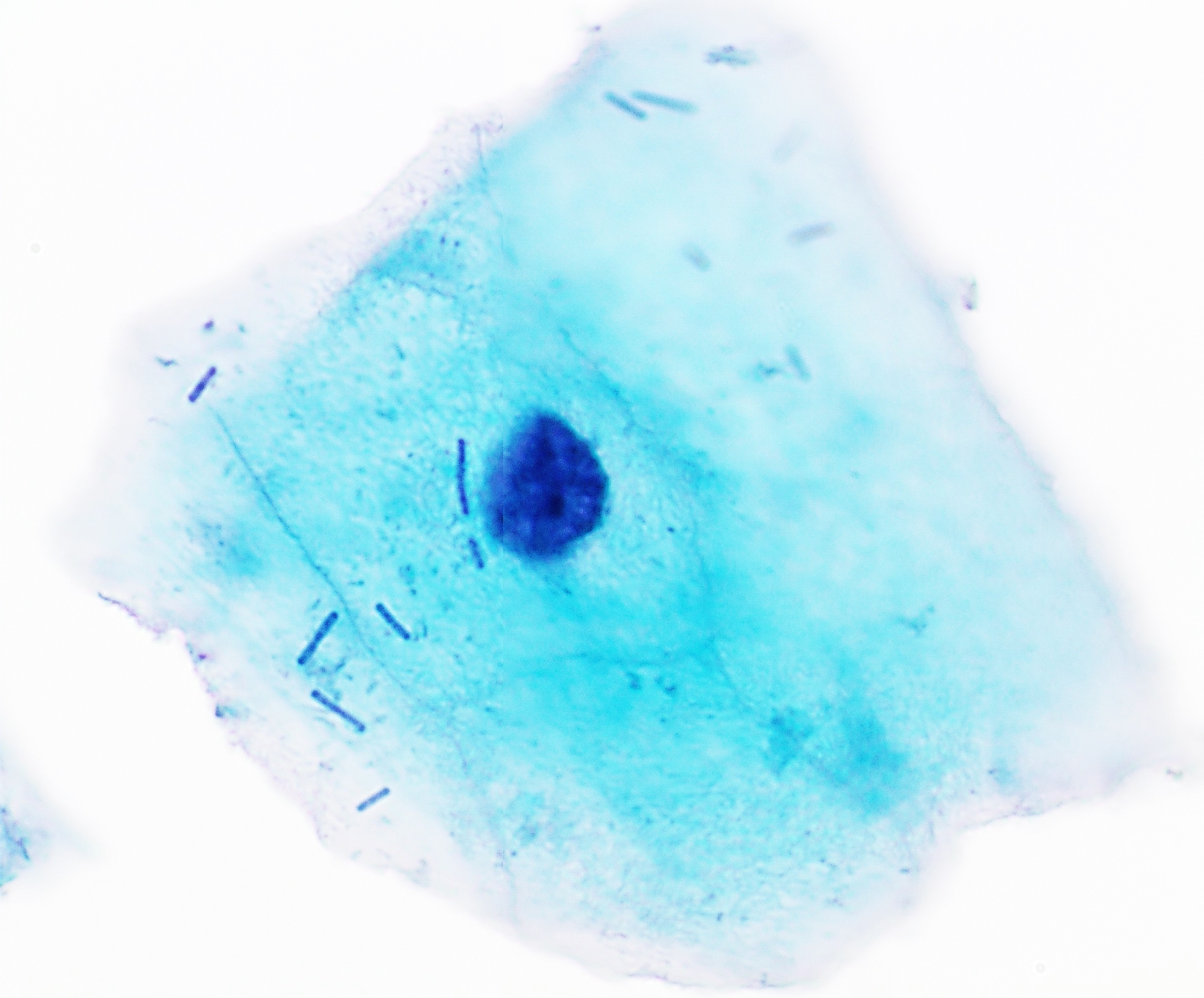
Cellule squamose vaginali con flora vaginale normale, costituite prevalentemente da lattobacilli a forma di bastoncino.

Sebbene costituita in maggior parte da batteri del gruppo dei lactobacilli, si è evidenziato come non tutte le donne possiedano la stessa percentuale di batteri. Si possono in questo modo distinguere tre principali tipologie di flora batterica:
- Gruppo I: Ceppi batterici abituali: presenti nel 98-100% delle donne, e costituito da lactobacilli presente in concentrazione di 106 - 109 per grammo di secrezione.

- Gruppo II: Ceppi batterici frequenti: presenti nel 2-40% delle donne, e costituito da streptococco, enterococco, enterobatteri, batteri anerobi, gardnerella, candida e mycoplasma, presenti in concentrazione di 104 batteri per grammo di secrezione.

- Gruppo III: Ceppi batterici rari: presenti nel 0.2-2% delle donne e costituito da pneumococchi, meningococco ed hemophilus influenzae.

## Mestruazioni
Durante le mestruazioni la flora vaginale subisce un cambiamento dovuto alle perdite, questo può favorire l'instaurarsi di batteri o funghi patogeni. L'effetto sulla flora vaginale dell'uso di tamponi è dibattuto, ma l'applicazione sicura di tamponi igienici sembra non influenzare significativamente il bilancio batterico.

## Prevenzione delle infezioni
Una flora vaginale sana aiuta a prevenire le infezioni da fungo (tipicamente la candida causa delle candidosi vaginali) e altre possibili patologie, occupando le risorse necessarie al loro sviluppo e metabolismo. Comunque, l'arrivo esterno di batteri aggressivi o uno sbilancio nei batteri sani può portare ad infezioni. Squilibri della flora possono essere causati anche da sbilanci o disturbi ormonali, da stress fisici o psicologici ma pure da eccessiva igiene intima con prodotti non idonei o troppo aggressivi.
La presenza di una specifica popolazione batterica previene la colonizzazione di altre forme batteriche attraverso un molteplice meccanismo di funzionamento. Gli estrogeni prodotti dall'organismo femminile portano ad un aumento della quantità di glicogeno a livello dell'epitelio vaginale. Il glicogeno viene utilizzato dai lattobacilli che, degrandandolo, portano alla formazione di acido lattico che, mantenendo acido il pH, impedisce la proliferazione batterica. Gli idrogenioni dell'acido lattico si combinano con l'acqua portando alla formazione di acqua ossigenata che lede le specie batteriche prive dell'enzima catalasi. Allo stesso tempo la popolazione di lattobacilli antagonizza con quella degli altri batteri, impedendone la proliferazione.
L'abitudine di urinare nei venti minuti dopo un rapporto sessuale permette di liberare l'uretra da batteri della flora vaginale ed evitare infezioni interne come la cistite.